# Rhoetosaurus brownei
Rhoetosaurus brownei es la única especie conocida del género extinto Rhoetosaurus ("Reptil de Rhoeto")  dinosaurio saurópodo eusauropodo que vivió a finales del período Jurásico, hace aproximadamente entre  162 a 155 millones de años durante el Oxfordiense, en lo que hoy es Australia. Se estima que midió entre 12 y 15 metros de longitud. Fue nombrado a partir de Rhoetus, un titán de la mitología griega. Es a veces llamado  como Rhaetosaurus.

## Descubrimiento e investigación
En 1924, Heber Longman, un paleontólogo autodidacta  y posterior director posterior del Museo de Queensland en Brisbane, recolecto un esqueleto fósil de un gran reptil expuesto en la estación de las llanuras de Durham cerca de Roma en Queensland central. Honro al encargado de la estación, Arthur Browne, que envió los fragmentos de hueso a Longman, dándole el nombre específico de R. brownei. La colección inicial constaba de 22 vértebras de la cola, incluyendo una serie de 16 huesos consecutivos, y de otros pedazos fragmentarios del miembro posterior. Rápidamente después de que Longman anunciara el nuevo descubrimiento, este visitó la estación y encontró más material del mismo esqueleto que se enviará al museo de Queensland. Estos incluyeron las vértebras adicionales del área torácica, trozos de  costilla, más caudales y más del fémur y de la pelvis así como una vértebra cervical. Más material adicional fue recogido por Mary Wade y Alan Bartholomai en 1975, y aún más por los Drs. Tom Rich, Anne Warren, Zhao Xijin, y Ralph Molnar. Este material adicional incluye más costillas, otras posibles vértebras cervicales, y la mayor parte del miembro trasero, que esta actualmente bajo estudio. Hasta la fecha, el extremo de la cola, los miembros anteriores ni el cráneo se ha encontrado. Rhoetosaurus está entre los saurópodos descubiertos mejor conocidos hasta el momento en Australia, así como para el Jurásico de Gondwana.

## Clasificación
Inicialmente Longman, bajo consejo del principal paleontólogo alemán Friedrich von Huene, observando la naturaleza primitiva de Rhoetosaurus y durante mucho tiempo, fue considerado un cetiosáurido. Pero este grupo se considera actualmente simplemente como un ensamblaje artificial de saurópodos primitivos. Más recientemente, otros lo han comparado a Shunosaurus, basado en su edad general similar, pero sin la justificación. Dado su relación supuesta a Shunosaurus, podría tener una cola terminada en una porra. La forma del pie trasero conocido casi por completo (Ver foto (enlace roto disponible en Internet Archive; véase el historial, la primera versión y la última).) por lo menos sugiere que se encontraba por fuera de Neosauropoda, pero se necesita el estudio de más material determinar su colocación exacta en la evolución de los saurópodos.